# Kotjonjärvi
Kotjonjärvi eller Koutujärvi är en sjö i Finland. Den ligger i kommunerna Sonkajärvi och Rautavaara i landskapet Norra Savolax, i den centrala delen av landet, 400 km norr om huvudstaden Helsingfors. Kotjonjärvi ligger 183,3 meter över havet. I omgivningarna runt Kotjonjärvi växer i huvudsak blandskog. Den är 10,42 meter djup. Arean är 79,3 hektar och strandlinjen är 6,03 kilometer lång. Sjön  ingår i Vuoksens huvudavrinningsområde. 